# Turmaekrithe
Turmaekrithe is een geslacht van uitgestorven kreeftachtigen uit de klasse van de Ostracoda (mosselkreeftjes).

## Soorten
- Turmaekrithe fragilis Pietrzeniuk, 1969 †
- Turmaekrithe minuta (Lienenklaus, 1905) Pietrzeni, 1969 †